# Willy and the Poor Boys
Willy and the Poor Boys — четвёртый студийный альбом американской рок-группы Creedence Clearwater Revival, выпущенный лейблом Fantasy Records в ноябре 1969 года.

## Об альбоме
Название альбому дал припев его первого трека «Down on the Corner»: «Down on the corner, out in the street, Willy and the Poor Boys are playin’ Bring a nickel tap your feet».
Альбом поднялся до 3-го места в Billboard Top LP’s и 10-й позиции в UK Albums Chart. Синглами из него вышли «Down on the Corner» (#3 США, #31 Великобритания) и «Fortunate Son» (#14 США). В 1982 году выпущен синглом был также трек «Cotton Fields» (#50, США, Hot Country Singles).
В 2003 году Willy and the Poor Boys занял # 392 в списке 500 лучших альбомов всех времён журнала Rolling Stone в 2003 году. В обновлённом списке 2012 года он был помещён на 309-е место.

## Список композиций
Слова и музыка всех песен — написаны Джоном Фогерти, если не указано иное.
| №  | Название                 | Автор(ы)               | Длительность |
| -- | ------------------------ | ---------------------- | ------------ |
| 1. | «Down on the Corner»     |                        | 2:43         |
| 2. | «It Came Out of the Sky» |                        | 2:58         |
| 3. | «Cotton Fields»          | Хадди Уильям Ледбеттер | 2:53         |
| 4. | «Poorboy Shuffle»        |                        | 2:25         |
| 5. | «Feelin’ Blue»           |                        | 5:05         |

| №  | Название                              | Автор(ы) | Длительность |
| -- | ------------------------------------- | -------- | ------------ |
| 1. | «Fortunate Son»                       |          | 2:20         |
| 2. | «Don’t Look Now (It Ain’t You or Me)» |          | 2:08         |
| 3. | «The Midnight Special»                | народная | 4:10         |
| 4. | «Side o’ the Road»                    |          | 3:21         |
| 5. | «Effigy»                              |          | 6:28         |

| №   | Название                                                                    | Длительность |
| --- | --------------------------------------------------------------------------- | ------------ |
| 11. | «Fortunate Son» (концерт в Манчестере, 1 сентября 1971 года)                | 2:13         |
| 12. | «It Came Out of the Sky» (концерт в Берлине, 16 сентября 1971)              | 3:26         |
| 13. | «Down on the Corner» (джэм с Booker T. & the M.G.’s, Fantasy Studios, 1970) | 2:49         |

## Участники записи
Список составлен в соответствии с информацией базы данных Discogs.

| - Джон Фогерти — вокал, соло-гитара, гармоника - Том Фогерти — ритм-гитара, бэк-вокал - Стю Кук — бас-гитара, самодельный бас (в песне 4), бэк-вокал - Дуг Клиффорд — ударные, стиральная доска (в песне 4) | Технический персонал: - Джон Фогерти — аранжировщик, продюсер - Расс Гэри — звукоинженер - Босул Парик — оформление обложки |

## Позиции в хит-парадах и сертификации
| Год появления в чарте | Хит-парад                                        | Высшая позиция | Пребывание в чарте |
| --------------------- | ------------------------------------------------ | -------------- | ------------------ |
| 1969—1971             | Австралия (Kent Music Report)                    | 2              | нет данных         |
| 1969—1971             | Великобритания (UK Albums Chart)                 | 10             | 24 недели          |
| 1969—1971             | Италия (Musica e dischi)                         | 17             | 3 недели           |
| 1969—1971             | Канада (RPM Albums Chart)                        | 2              | 26 недель          |
| 1969—1971             | Нидерланды (Hilversum 3 LP Top 10)               | 3              | 21 неделя          |
| 1969—1971             | Норвегия (VG-lista)                              | 2              | 45 недель          |
| 1969—1971             | США (Billboard Best Selling Rhythm & Blues LP’s) | 28             | 11 недель          |
| 1969—1971             | США (Billboard Top LP’s)                         | 3              | 60 недель          |
| 1969—1971             | Финляндия (Suomen virallinen lista)              | 3              | 43 недели          |
| 1969—1971             | ФРГ (Offizielle Top 100)                         | 11             | 4 недели           |
| 1969—1971             | Япония (Oricon)                                  | 11             | нет данных         |

| Хит-парад (1970)         | Позиция |
| ------------------------ | ------- |
| Италия (FIMI)            | 61      |
| США (Billboard Top LP’s) | 12      |

| Регион | Сертификация  | Продажи    |
| --- | ------------- | ---------- |
| Дания (IFPI Danmark) | Золотой       | 10 000     |
| США (RIAA) | 2× Платиновый | 2 000 000^ |
| ^ Данные о тиражах приведены только на основе сертификации. · Данные о продажах + прослушиваниях приведены только на основе сертификации. |               |            |